# Keszy-Harmath Erzsébet
Keszy-Harmath Erzsébet (Torda, 1916. augusztus 10. – Kolozsvár, 1986. szeptember 6.) magyar kertészmérnök, kertészeti szakíró.

## Életútja
Az erdélyi örmény Harmat család (eredeti örmény név: ts’vogh 'ցող') leszármazottja.  Középiskoláit a kolozsvári Marianumban végezte (1934), a budapesti Kertészeti Akadémián kertészmérnöki oklevelet szerzett (1942). Szaktanárként működött a soproni Mezőgazdasági Leányiskolában, majd a csíksomlyói és székelyudvarhelyi tanítóképzőben (1945–51), tanársegédként a kolozsvári Agrártudományi Intézetben (1951–57), mérnökként a kolozsvári Kertészeti és Szőlészeti Kísérleti Állomáson (1957–63) és több mezőgazdasági termelőszövetkezetben (1963–68).
Első írása a budapesti Herba c. folyóiratban jelent meg (1943), két román nyelvű tanulmánya az RNK Akadémiája Studii și Cercetări c. sorozatában (1954), ill. a kolozsvári Mezőgazdasági Főiskola évkönyvében (1957). Románból magyarra fordított 4 kertészeti tárgyú kötetet.

## Önálló kötetei
- Hogyan tartósítsuk a gyümölcsöket és zöldségféléket (1952);
- Az almástermésűek és csonthéjasok termesztése (Veress Istvánnal, Palocsay Rudolffal és Antal Dániellel, 1954);
- Gyümölcsök és zöldségfélék tartósítása (névtelenül, 1955, 1961);
- Zöldségtermesztés (Veress Istvánnal és Török Sándorral, 1955);
- Szántóföldi növények termesztése (Madaras Klárával, 1955);
- Héjasgyümölcsűek és bogyósok termesztése (társszerző Veress István, Palocsay Rudolf, Antal Dániel, 1957);
- A földieper termesztése (társszerzők Hevesi Sándor, Tüzes Karácson. Bukarest, 1957. (Magyar és román nyelven is közreadva, újbóli kiadás 1959.)
- Általános gyümölcstermesztés (Veress Istvánnal, 1959);
- A családi ház kertje (társszerző Csorba István és Veress István, 1975, 1980).